# 1996-os Tour de Hongrie
Az 1996-os Tour de Hongrie a sorozat történetének 25. versenye volt, melyet július 9. és július 14. között bonyolítottak le. A versenyt –amin hat ország 78 kerékpárosa indult- egyéni és csapat teljesítmény valamint sprint és hegyi részhajrák alapján értékelték. A győzelmet az ukrán Andrej Tolomanov szerezte meg, aki a második szakasz után állt az összetett verseny élére és néhány másodperces előnyét az egész verseny során megőrizte. A legjobb magyar versenyző ismét Istlstekker János volt, aki, három szakaszon tudott dobogón végezni, összesítésben második helyen zárt.

## Szakaszok
| Szakasz | Végpontok | Végpontok | Hossz  |                 | Jelleg            | Időpont               | Szakaszgyőztes     |
| Szakasz | Rajt      | Cél       | Hossz  |                 | Jelleg            | Időpont               | Szakaszgyőztes     |
| ------- | --------- | --------- | ------ | --------------- | ----------------- | --------------------- | ------------------ |
| Prológ  | Oktogon   | Oktogon   | 4 km   | egyéni időfutam | csapat időfutam   | július 10., kedd      | Giraldengo Alplast |
| 1.      | Budapest  | Győr      | 158 km | sík szakasz     | sík szakasz       | július 10., szerda    | Steig Csaba        |
| 2.      | Győr      | Veszprém  | 176 km | közepes szakasz | sík/hegyi szakasz | július 11., csütörtök | Valter Tibor       |
| 3.      | Veszprém  | Kecskemét | 173 km | sík szakasz     | sík szakasz       | július 12., péntek    | Havarik Tamás      |
| 4.      | Kecskemét | Gyöngyös  | 187 km | sík szakasz     | sík szakasz       | július 13., szombat   | Bodrogi László     |
| 5.      | Gyöngyös  | Budapest  | 117 km | sík szakasz     | sík szakasz       | július 14., vasárnap  | Arnaldo Waldner    |

## Az összetett verseny végeredménye
|     | Versenyző           | Csapat               | Idő         |
| --- | ------------------- | -------------------- | ----------- |
| 1.  | Andrej Tolomanov    | Ukrajna              | 20h 09' 06" |
| 2.  | Istlstekker János   | Blikk-Stollwerck-FTC | + 07"       |
| 3.  | Eisenkrammer Károly | Szolnoki Cukorgyár   | + 15"       |
|     |                     |                      |             |
| 13. | Bodrogi László      | Blikk-Stollwerck-FTC | + 4' 13"    |

## Csapatverseny
|    | Csapat               | Idő         |
| -- | -------------------- | ----------- |
| 1. | Blikk-Stollwerck-FTC | 60h 26' 07" |
| 2. | Giraldengo Alplast   | + 13"       |
| 3. | Ukrajna              | + 1' 18"    |